# Arratzua-Ubarrundia
Arratzua-Ubarrundia község Spanyolországban, Arabában. Lakosainak száma 1047 fő (2024).

## Földrajza
Arratzua-Ubarrundia Vitoria-Gasteiz, Zigoitia, Legutio, Elburgo/Burgelu és Leintz-Gatzaga községekkel határos.

## Népesség
A település lakosságának változását az alábbi diagram mutatja:
| Lakosok száma | 743  | 795  | 862  | 921  | 951  | 994  | 979  | 980  | 1017 | 1047 |
|               | 2001 | 2004 | 2006 | 2009 | 2011 | 2014 | 2016 | 2019 | 2021 | 2024 |